# Società Bergamasca di Ginnastica e Scherma
La Società Bergamasca di Ginnastica e Scherma (o semplicemente Bergamasca) è stata una società polisportiva, la cui fondazione avvenne a Bergamo nel settembre del 1877

## Le origini
Nasce nel settembre 1877 con denominazione Società di Ginnastica e Scherma dedicandosi prevalentemente alla scherma. Il direttivo elesse alla presidenza il conte Luigi Detesalvo nell'assemblea generale del 16 dicembre 1877 tenutasi presso la sala del "Casino Operai" in piazza Pontida .
Grazie al sussidio di 1 500 lire ricevuto dal Ministero della Pubblica Istruzione, a cui aggiunse altre 1 000 raccolte dai soci e simpatizzanti, il 24 gennaio 1880 inaugura la propria nuova palestra presso la scuola dei "Tre Passi", palestra gestita dal nuovo istruttore di ginnastica il prof. Daniele Marchetti.
Le discipline ginnico-podistiche e di sollevamento pesi presero piede nella nuova palestra, mentre in seguito la S.G.S. iniziò a promuovere delle manifestazioni all'aria aperta quali le corse velocipedistiche e il gioco del tamburello.
Nel maggio 1890 alla denominazione originaria viene aggiunto il "Bergamasca".
Il 14 febbraio 1913 aprì una sezione sportiva dedicata al calcio, sport emergente del periodo, affidata alla guida di Matteo Legler, impresario tessile di origini svizzere. Nella società confluirono le risorse, sia economiche che umane, del Football Club Bergamo, costretto allo scioglimento a causa dell'obbligo imposto dalla federazione di possedere uno stadio con dimensioni e capienza prestabiliti.
La nuova società si basava su un nucleo di giocatori di origine svizzera (e quasi sempre legati all'imprenditoria tessile bergamasca) ai quali venivano integrati sempre più giovani bergamaschi che si appassionavano al nuovo sport.
In breve tempo il calcio diventò la disciplina principale su cui fondava la società, arrivando a disporre persino di cinque squadre nel proprio settore agonistico.

## La rivalità cittadina e lo spareggio
Le prime partite disputate furono tutte amichevoli, nelle quali cominciò ad emergere la contrapposizione con l'altra compagine calcistica della città: l'Atalanta.
La rivalità esplose nel 1919, quando la FIGC impose una sola squadra nel campionato di Prima Categoria (all'epoca il livello più alto) alla città di Bergamo: per decidere chi dovesse prendere quel posto venne organizzato uno spareggio secco in campo neutro.
Il 5 ottobre 1919 a Brescia si assistette ad una partita tesissima, nella quale la Bergamasca, più organizzata degli avversari, sembrava avere la meglio. L'Atalanta, tuttavia, resistette e colpì due volte, aggiudicandosi la sfida per 2-0 con reti di Moretti e Tirabassi.
La squadra venne, quindi, relegata nel campionato regionale di Promozione, il secondo livello. In quel campionato non riuscì a rifarsi dalla delusione subìta, concludendolo al quinto ed ultimo posto.

## La fusione
Si rese inevitabile una fusione con gli storici avversari atalantini: il 31 marzo 1920 una riunione tra dirigenti sancì l'unione delle forze tra le due società bergamasche, che diedero vita all'Atalanta e Bergamasca di ginnastica e scherma, nome modificato qualche anno più tardi nell'attuale Atalanta Bergamasca Calcio, che ereditò il colore azzurro dalla Bergamasca ed il colore nero dall'Atalanta. Tuttavia, dissidi tra alcuni componenti dei due gruppi dirigenti si rivelarono insanabili, tanto da costringere Umberto Battaglia, dirigente della vecchia Bergamasca, ad operare una scissione per costituire la nuova Unione Sportiva Bergamasca.

## Rifondazione e definitivo scioglimento
La nascita della nuova società (l'Unione Sportiva Bergamasca), che gli annali fanno risalire alla mattina di Pasqua del 1920, portò con sé solo una minima parte del seguito sperato, dato che la gran parte degli atleti e dirigenti restò fedele all'Atalanta e Bergamasca. Il numero dei tesserati (tra giocatori e sostenitori) si aggirava sulle 80 unità, fino a raggiungere un massimo di 117. I problemi economici si fecero sempre più pesanti, tanto da costringere la neonata società a chiudere i battenti alla fine del campionato 1924-1925.